# Wilmer Lozano
Wilmer Lozano est un chanteur de salsa né le 7 octobre 1969 à Caracas, capitale du Venezuela. 
En 1994, il intègre La Dimensión Latina, puis en 1995, il rejoint Adolescent's Orquesta avec qui il enregistre leurs deux premiers albums et de nombreux tubes, puis rejoint ensuite les groupes Pasión Juvenil puis Los Humildes.
En 2001, il sort, Original, son premier album solo, qui comprend des chansons de Tomás Bernal, Rudy Pérez, José Luis Perales, Amaury Gutierrez, Angel Flores et Pedro Vargas.

## Discographie

### Participations
- 1997 : La Orquesta Salserín, Entre Tu y Yo, Güiro et Maracas
- 1999 : Adrian Marchant, Mas Alla, Güiro et Maracas
- 2002 : Pedro Arroyo : Cuando Quieras, Donde Quieras (Percussions)
- 2003 : Oscar D'León, Infinito, Güiro et Maracas
- 2004 : Orquesta Magia Caribeña, Nuestras Raíces (Maracas)
- 2006 : Los Soneros De La Calle, Tributo (Chant)
- 2008 : Rumberos Del Callejón,  De La Nada (Percussions)

## Liens
- Ressources relatives à la musique :   - AllMusic
  - Discogs
  - MusicBrainz